# Braunsapis plumosa
Braunsapis plumosa là một loài Hymenoptera trong họ Apidae. Loài này được Reyes mô tả khoa học năm 1993.